# 第二京阪門真インターチェンジ
第二京阪門真インターチェンジ（だいにけいはんかどまインターチェンジ）は、大阪府門真市にある第二京阪道路のインターチェンジである。
近畿自動車道の門真ICとの区別をつけるために第二京阪をつけている。なお、建設時の仮称は、門真インターチェンジであった。

## 道路
- E89 第二京阪道路（12番）

## 接続する道路
- 国道1号（一般部）

## 歴史
- 2010年3月20日 : 枚方東IC-門真JCT間開通に伴い供用開始

## 隣
E89 第二京阪道路
(11) 寝屋川南IC - (12) 第二京阪門真IC - (3-1) 門真JCT